# (4248) Ranald
(4248) Ranald ist ein Hauptgürtelasteroid, der am 23. April 1984 von Alan C. Gilmore und Pamela Margaret Kilmartin vom Mt John University Observatory in Neuseeland aus entdeckt wurde.
Der Asteroid wurde nach dem Informatiker Ranald McIntosh benannt.